# Кисличенко Юрій Володимирович
Кисличе́нко Ю́рій Володи́мирович (нар. 1 травня 1925, Київ — 19 вересня 1999) — український радянський архітектор та художник, член Спілки художників УРСР (з 1971).

## Біографія
Народився в Києві. У 1953 році закінчив Київський художній інститут за спеціальністю архітектор. Працював у Києві: архітектором-художником в Академії архітектури УРСР, архітектором у Воєнпроекті (1954–1956), Метропроекті (1956–1959), Київметробуді (1959–1961), головним художником Товариства художників (1961–1968), художником творчо-виробничого комбінату (1963–1985).

## Творчість

### Метрополітен
- Станція метро «Хрещатик» у Києві (1960, архітектор, спільно з А. В. Добровольським, М. С. Коломійцем, В. Д. Єлізаровим, Г. І. Гранаткіним, І. Л. Масленковим, С. Й. Крушинським, Ф. М. Зарембою та Н. М. Щукіною).
- Станції метро «Поштова площа», «Контрактова площа» у Києві (1976, художник, спільно з І. Г. Левитською).
- Станція метро «Лісова» у Києві (1979, художник, спільно з І. Г. Левитською, Г. Г. Шарай).

### Музейні експозиції
- Оформлення експозиції Обласного етнографічно-меморіального музею В. Гнатюка, с. Велеснів Монастриського району Тернопільської області, (1967–1969, спільно з І. Г. Левитською)
- Оформлення експозиції Чернігівського історичного музею ім. В. В. Тарновського (1979, спільно з І. Г. Левитською, робота відзначена дипломом ВДНГ УРСР).
- Оформлення експозиції відділу «Природа» Остерського краєзнавчого музею (спільно з С. Ю. Кисличенком).

### Пам'ятники
- Тарасові Шевченку в Звенигородці Черкаської області (1964, штучний камінь, граніт, скульптори П. Ф. Кальницький, П. П. Остапенко, архітектор Ю. В. Кисличенко)
- Василю Чапаєву в Лубнах (1966, чавун, граніт, скульптори П. Ф. Кальницький, П. П. Остапенко, архітектор Ю. В. Кисличенко)
- Маркові Кропивницькому в Кропивницькому (1969, граніт, скульптор Е. М. Кунцевич, архітектор Ю. В. Кисличенко).

## Сім'я
- Син — Сергій Кисличенко (нар. 14.03.1958) — художник-проєктант, член Національної спілки художників України (з 1990)[1].

## У літературі
- Юрій Кисличенко — один із героїв нарису Анатолія Хорунжого «Наше метро» (1960).

## Зображення

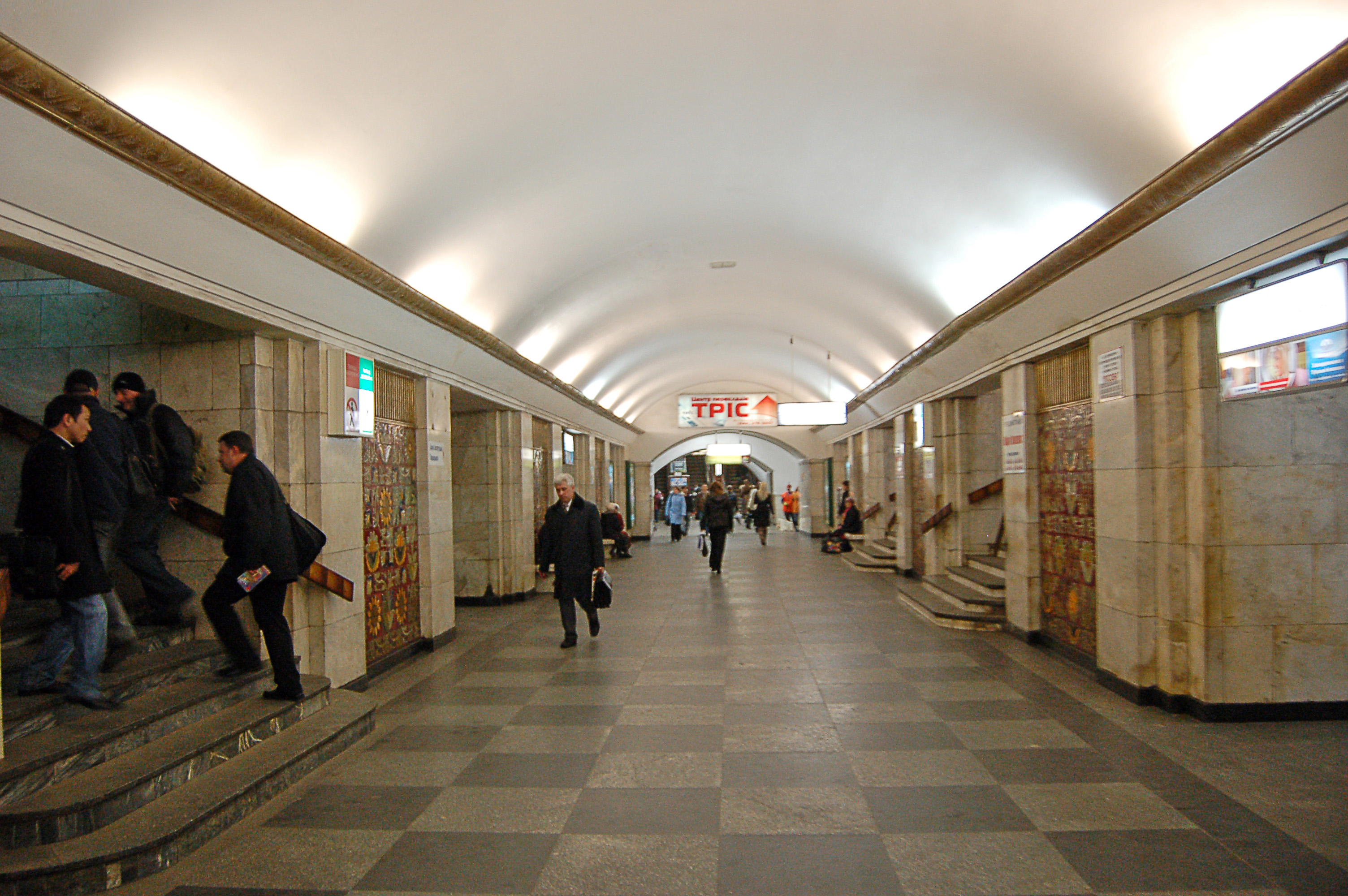
Станція метро «Хрещатик»
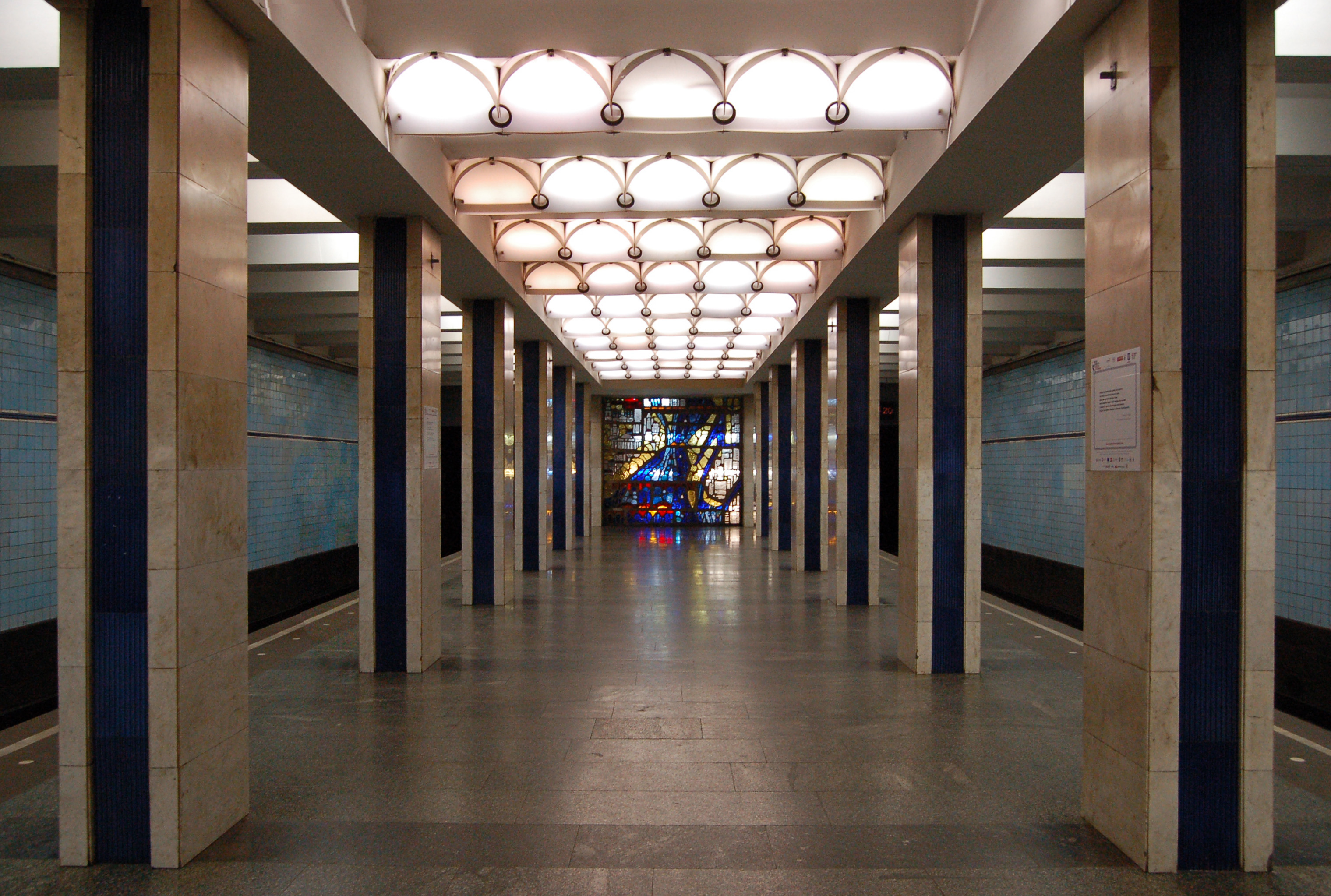
Станція метро «Поштова площа»
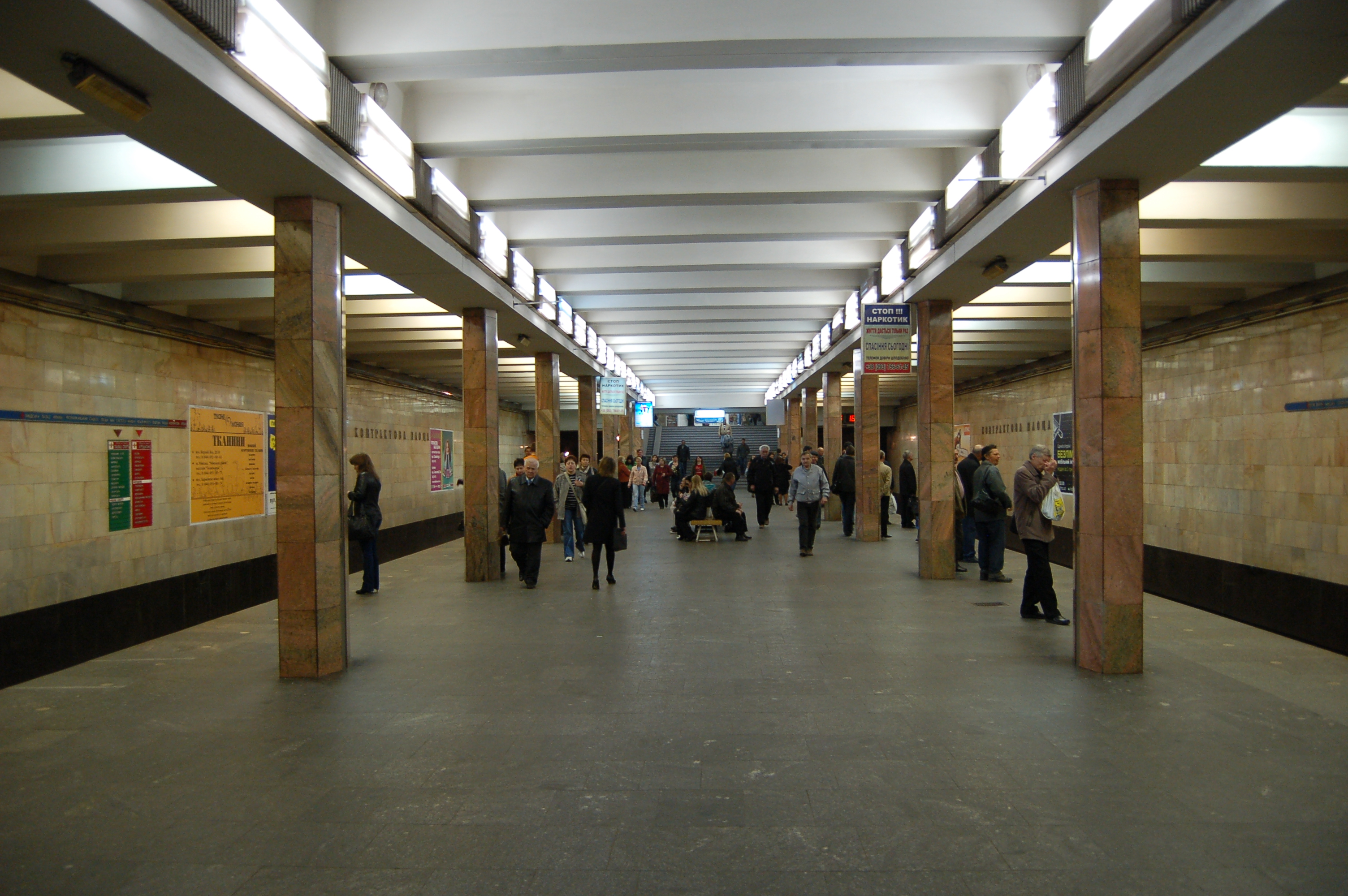
Станція метро «Контрактова площа»
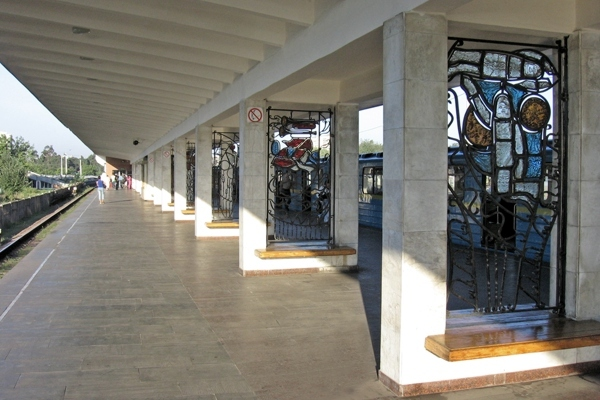
Станція метро «Лісова»

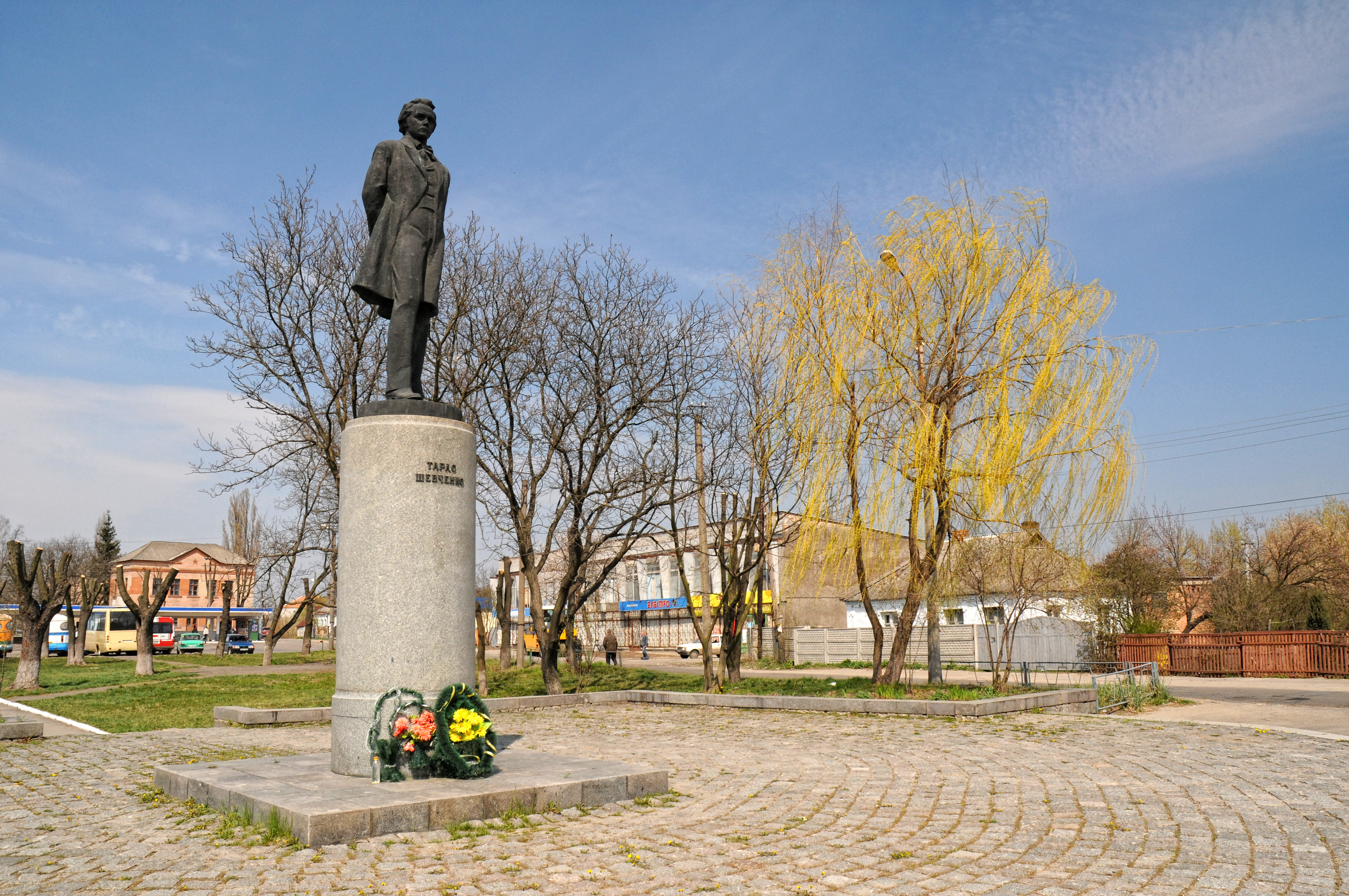
Пам'ятник Тарасові Шевченку в Звенигородці
Пам'ятник Василю Чапаєву в Лубнах
Пам'ятник Маркові Кропивницькому в Кропивницькому